# Sowar (könnyűlovas katona)
A sowar (vagy suwar, सवार, ਸਵਾਰ) szó jelentése  hindi és perzsa nyelven, "az, aki lovagol", eredetileg egy katonai rang volt a Mogul Birodalomban, majd képzett könnyűlovas harcost jelentett a szubkontinens feudális államaiban. Később India brit fennhatósága alatt a Kelet-Indiai Társaság, illetve a brit korona szolgálatában álló bennszülött reguláris könnyűlovas katona elnevezése, megfelelője a gyalogságnál a szipoj. Könnyűlovas sowar ezredeket a britek 1784-től szerveztek. A sowar, mint katonai rang ma is használatos India, Pakisztán és Banglades hadseregeiben.

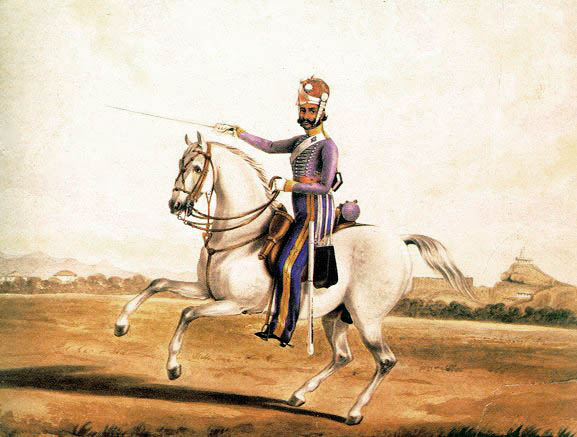
Könnyűlovas sowar a Kelet Indiai Társaság 6. Madrászi könnyűlovas ezredéből - 6th Madras Light Cavalry - 1845.

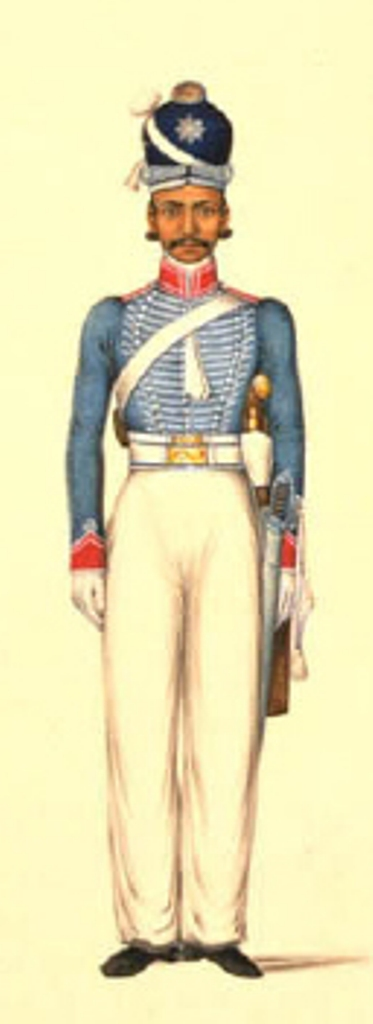
Sowar a Kelet Indiai Társaság Madrászi Hadseregének egyik könnyűlovas ezredéből (Madras Light Cavalry) 1830-ból.